# Aeonics
"Aeonics" es un disco compilatorio lanzado por la banda suiza Samael, en el año 2007, para celebrar sus veinte años de carrera. Presenta 19 temas (sin bonus tracks), de cada uno de los LP y EP de la banda, más un booklet de 24 páginas, que incluye las letras de las canciones, y algunas líneas que Vorph (vocalista y letrista de Samael) dedica a cada tema incluido en la compilación, refiriéndose a su composición, letras o significado.
Su título completo es "Aeonics - An Anthology" ("Aeónico - Una antología"), y fue editado por el sello Century Media.

## Listado de canciones
1. "Exodus". Tema de apertura del disco "Exodus".
2. "Black Trip". Tema de apertura del disco "Ceremony Of Opposites".
3. "Rebellion". Tema de apertura del disco "Rebellion".
4. "Baphomet's Throne". Tema incluido en el disco "Ceremony Of Opposites".
5. "Telepath". Tema incluido en el disco "Reign Of Light".
6. "Together". Tema incluido en el disco "Eternal".
7. "Supra Karma". Tema incluido en el disco "Eternal".
8. "Jupiterian Vibe". Tema incluido en el disco "Passage".
9. "Rain". Tema de apertura del disco "Passage".
10. "The Cross". Tema incluido en el disco "Eternal".
11. "After The Sepulture". Versión incluida en el disco "Blood Ritual".
12. "On Earth". Tema incluido en el disco "Reign Of Light".
13. "Moonskin". Tema incluido en el disco "Passage".
14. "Worship Him". Tema incluido en el disco "Worship Him".
15. "Ceremony Of Opposites". Versión incluida en el disco "Ceremony Of Opposites".
16. "Blood Ritual". Tema incluido en el disco "Blood Ritual".
17. "Into The Pentagram". Versión incluida en el disco "Worship Him".
18. "Koh-I-Noor". Tema incluido en el disco "Era One".
19. "Reading Mind". Tema incluido en el disco "Lessons In Magic #1" (incluido como segundo disco dentro del disco doble "Era One").

- Datos: Q8190163